# Hal Needham

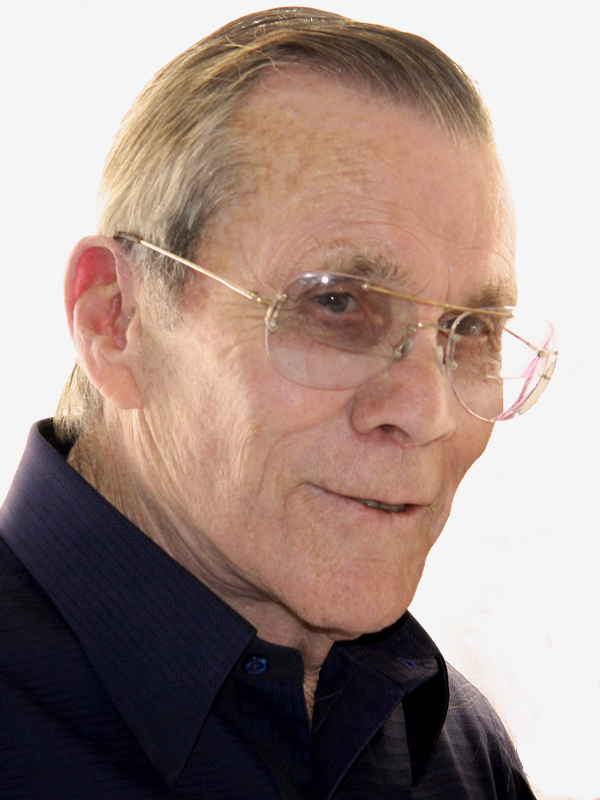
Hal Needham 2011

Hal Brett Needham (* 6. März 1931 in Memphis, Tennessee; † 25. Oktober 2013 in Los Angeles, Kalifornien) war ein US-amerikanischer Stuntman, Regisseur, Schauspieler und Drehbuchautor.

## Leben
Hal Needham nahm als Fallschirmjäger am Koreakrieg teil. Seine Karriere im Filmgeschäft begann er als Stuntman. So doubelte er auch Burt Reynolds, mit dem er später die Mehrzahl seiner Filme drehte. Er war Begründer von Stunts Unlimited und interpretierte zahlreiche kleine Rollen in den verschiedensten Produktionen, so auch in der Fernsehserie Drei Engel für Charlie. Mit Ein ausgekochtes Schlitzohr gab er 1977 sein Debüt als Regisseur. In den Jahren 1983, 1984 und 1985 wurde er jeweils für die Goldene Himbeere als Schlechtester Regisseur nominiert. Im selben Jahr erhielt auch sein Drehbuch für Auf dem Highway ist wieder die Hölle los eine Nominierung für den Antipreis.
1987 wurde Needham mit dem Scientific and Engineering Award bei den Academy Awards für die Entwicklung des sogenannten Shotmaker Elite camera car and crane ausgezeichnet.
Bei den Taurus Awards 2001 erhielt Needham den Lifetime Achievement Award. 2012 wurde Needham der Ehrenoscar für sein Lebenswerk als Stuntman zuerkannt. Needham war damit nach Yakima Canutt (1967) der zweite Stuntman, dem ein Ehrenoscar überreicht wurde. Als Stuntman und -koordinator war er nach eigener Aussage für rund 300 Kinofilme und 4500 Fernseh-Serienepisoden tätig.

## Filmografie (Auswahl)

### Als Regisseur
- 1977: Ein ausgekochtes Schlitzohr (Smokey and the Bandit)
- 1978: Um Kopf und Kragen (Hooper)
- 1979: Kaktus Jack (The Villain)
- 1979: Die Todesfalle auf dem Highway (Death Car on the Freeway)
- 1980: Das ausgekochte Schlitzohr ist wieder auf Achse (Smokey and the Bandit II)
- 1981: Auf dem Highway ist die Hölle los (The Cannonball Run)
- 1982: Megaforce
- 1983: Der rasende Gockel (Stroker Ace)
- 1984: Auf dem Highway ist wieder die Hölle los (Cannonball Run II)
- 1987: Verschwitzte Körper (Body Slam)
- 1994: Bandit – Ein ausgekochtes Schlitzohr startet durch (Bandit goes Country)
- 1994: Bandit: Bandit Bandit (Bandit: Bandit Bandit)
- 1994: Bandit – Ein ausgekochtes Schlitzohr und eine kühle Blonde (Beauty and the Bandit)
- 1994: Bandit – Ein ausgekochtes Schlitzohr gibt Gas (Bandit’s Silver Angel)
- 1999: Logan – Im Hotel des Todes (Hard Time: Hostage Hotel)

### Als Drehbuchautor
- 1977: Ein ausgekochtes Schlitzohr
- 1982: Megaforce
- 1983: Auf dem Highway ist wieder die Hölle los
- 1987: Verschwitzte Körper (Body Slam)
- 1994: Bandit – Ein ausgekochtes Schlitzohr startet durch (Fernsehfilm)
- 1994: Bandit: Bandit Bandit (Bandit: Bandit Bandit)
- 1994: Bandit – Ein ausgekochtes Schlitzohr und eine kühle Blonde (Fernsehfilm)
- 1994: Bandit – Ein ausgekochtes Schlitzohr gibt Gas (Fernsehfilm)